# Stilleståndet i Altmark
Stilleståndet i Altmark slöts den 16 (26) september 1629 mellan Sverige och Polen. Det slöts på sex år och utgjorde början på ett längre uppehåll i den konflikt mellan länderna som började 1561.

## Bakgrund
Sverige hade under Erik XIV påbörjat en expansion i Estland år 1561. Under åren 1563 till 1568 ägde första polska kriget rum och krisen mellan länderna blev akut genom kriget mot Sigismund 1598–1599 och avsättningen av Sigismund som svensk regent. Sigismund avsade sig dock inte anspråket på den svenska kronan. Det andra polska kriget inleddes år 1600 och kom att pågå fram till 1629. Under detta slöts ett flertal stillestånd. I juli 1621 upphävde Gustav II Adolf stilleståndet från 1618 och en armé om 14 000 man steg iland i Livland varvid Riga erövrades. Förhandlingar ledde till att ett nytt stillestånd slöts i november 1622, vilket kom att, efter förlängning, gälla till början av 1625. I juni samma år avseglade en ny svensk armé under kungens befäl och hela Livland erövrades och armén ryckte in i Kurland och Litauen. I juni 1626 landsteg svenskarna i Pillau. I maj 1627 avseglade Gustav II Adolf mot Polen och ett framgångsrikt fälttåg skedde under sommaren. Efter vintern blossade kriget åter upp året därpå. Parallellt med striderna skedde förhandlingar, vilka dock inte ledde till någon framgång. 

## Förhandlingar
I februari 1629 hade svenskarna besegrat polackerna i ett slag vid Gurzno. Trots att Polen fick hjälp från den tysk-romerske kejsaren vände inte krigslyckan. Sverige hade tidigare varit berett på att avträda allt erövrat polskt land under förutsättning att kung Sigismund avsade sig alla anspråk på den svenska kronan. En avsevärd ersättning för krigskostnaderna skulle begäras. Den tysk-romerska inblandningen i kriget medförde dock att svenskarna ändrade inställning till att behålla de erövrade hamnarna och avsåg att endast ingå ett stillestånd.
Frankrike hade intresse av att Sveriges armé användes mot den tysk-romerske kejsaren i det trettioåriga kriget istället för i den polska konflikten och skickade en av sina skickligaste diplomater, Hercule de Charnacé, för att medla och förhandlingar inleddes den 30 juli 1629. Den svenska förhandlingsdelegationen utgjordes av Axel Oxenstierna, Herman Wrangel och Johan Banér. Polens delegation bestod av fem personer under ledning av kanslern Jakob Zadzik. Förhandlingarna bröt samman, men polackerna lade ett nytt bud som bearbetades vidare. Kurfursten av Brandenburg sände en delegation för att medla, då hans länder led svårt av krigshandlingarna. De svåraste delarna i förhandlingarna utgjordes av Marienburg och Danziger Haupt, som svenskarna vägrade släppa då de var strategiskt viktiga. Brandenburg lämnade ett förslag på att de två orterna skulle överlämnas till Brandenburg i utbyte mot Fischhausen, Lochstädt och Memel som pant. Förslaget var bra för båda parter och utgjorde grund för fortsatta förhandlingar. Den 18 augusti inträdde engelsmannen Thomas Roe som ny medlare.
De polska och svenska förhandlingsdelegationerna träffades den 13 september på det öppna fältet vid byn Altmark, öster om Stuhm. Till slut återstod endast problemet med den katolska kyrkan i Braunsberg. Gustav II Adolf ville inte tillåta katolikerna att utöva sin religion i staden, men sedan kungen lämnat förhandlingarna tog Axel Oxenstierna initiativet och accepterade den katolska kyrkan där. Stilleståndsavtalet undertecknades på kvällen den 16 september.

## Villkor
- Vapenvila skulle råda i sex år
- Sverige återlämnade de erövrade orterna Strasburg, Dirschau, Wormditt, Mehlsack och Frauenburg till Polen
- Sverige fick behålla erövringarna i Livland under stilleståndstiden
- Kurland återlämnades till dess hertig
- Sverige fick behålla orterna Elbing, Braunsberg och Pillau under stilleståndstiden
- Sverige fick rätt att ta upp tull från de angivna områdena
- Sverige överlämnade de erövrade orterna Marienburg, Stuhm, och Danziger Haupt till Brandenburgs kurfurste
- I utbyte överlämnade Brandenburg Fischhausen, Lochstädt, Memel och vissa kustområden till Sverige
- Fri handel mellan de båda ländernas befolkningar skulle råda

Genom konventionen i Fischhausen den 6 november 1629 detaljreglerades uppgörelsen med Brandenburg. Stilleståndet i Altmark följdes i sin tur av fördraget i Stuhmsdorf.